# Mihălășeni (Botoșani)
Mihălășeni è un comune della Romania di 2 394 abitanti, ubicato nel distretto di Botoșani, nella regione storica della Moldavia.
Il comune è formato dall'unione di 7 villaggi: Caraiman, Mihălășeni, Năstase, Negrești, Păun, Sărata, Slobozia Silișcani.